# Kwara United Football Club
El Kwara United Football Club es un equipo de fútbol de Nigeria que juega en la Liga Premier de Nigeria, la liga de fútbol más importante del país.

## Historia
Fue fundado en el año 1974 en la ciudad de Ilorin con el nombre Kwara Water Corporation Football Club, siendo un equipo que ha cambiado de nombre varias veces.
En 1985 cambiaron de nombre por el de Kwara Utility Bombers of Ilorin, nombre que usaron hasta el año 1990, cambiando al de Kwara Bombers Football Club of Ilorin, utilizado hasta 1997 cuando adoptaron el nombre que llevan actualmente.
Nunca ha sido campeón de liga, pero en la temporada 2006 estuvo cerca, ubicándose de primer lugar, solo que ese torneo se jugaba en 2 etapas, donde en la fase final se ubicó en la tercera posición.
A nivel internacional ha participado en 3 torneos continentales, donde su mejor actuación ha sido en la Copa Confederación de la CAF 2007, al llegar hasta la fase de grupos.

## Palmarés
- Liga Premier de Nigeria: 1

2006 Temporada Regular, 3.º en la fase final
- Liga Nacional de Nigeria: 1

1997

## Participación en competiciones de la CAF
| Temporada | Torneo                            | Ronda            | Club              | Casa  | Visita | Global      |
| --------- | --------------------------------- | ---------------- | ----------------- | ----- | ------ | ----------- |
| 1977      | Copa Africana de Clubes Campeones | 2                | Simba SC          | 0-0   | 1-0    | 1-0         |
| 1977      | Copa Africana de Clubes Campeones | Cuartos de final | Hafia FC          | 4-2   | 0-3    | 4-5         |
| 1999      | Copa CAF                          | 1                | Young Africans FC | 1-0   | 3-0    | 4-0         |
| 1999      | Copa CAF                          | 2                | Saneamento Rangol | w.o.1 | w.o.1  | w.o.1       |
| 1999      | Copa CAF                          | Cuartos de final | Zamalek SC        | 2-1   | 0-4    | 2-5         |
| 2007      | Copa Confederación de la CAF      | Preliminar       | AS Dragons        | 2-0   | 1-0    | 3-0         |
| 2007      | Copa Confederación de la CAF      | 1                | MC Alger          | 3-0   | 0-3    | 3-3 (4-3 p) |
| 2007      | Copa Confederación de la CAF      | 2                | Union Douala      | 3-2   | 1-1    | 4-3         |
| 2007      | Copa Confederación de la CAF      | 3                | Nasarawa United   | 1-0   | 1-1    | 2-1         |
| 2007      | Copa Confederación de la CAF      | Fase de grupos   | Dolphins FC       | 0-0   | 0-2    | 4.º lugar   |
| 2007      | Copa Confederación de la CAF      | Fase de grupos   | Ismaily SC        | 1-1   | 0-1    | 4.º lugar   |
| 2007      | Copa Confederación de la CAF      | Fase de grupos   | Al-Merrikh SC     | 2-1   | 1-4    | 4.º lugar   |
| 2022/23   | Copa Confederación de la CAF      | 1                | Douanes           | 3-0   | 0-0    | 3-0         |
| 2022/23   | Copa Confederación de la CAF      | 2                | RS Berkane        | 3-1   | 0-2    | 3-3 (a)     |

1- Saneamento Rangol abandonó el torneo.

## Jugadores

### Jugadores notables
- Jonas Oketola[6][7]
- Sari Abacha
- Dele Abubakar
- Kazeem Ahmed
- Dele Aiyenugba[8][9]
- Chukwuma Akabueze
- Uche Akubuike
- Ahmed Baba Alausa
- Tony Alegbe
- Toyin Ayinla
- Taofeek Babatunde
- Rotimi Deinsah
- Bolaji Douglas
- Peter Egharevba
- Eric Ejiofor
- Samuel Elijah
- Jacob Adams Ezeofor
- Sibi Gwar
- Stephen Jude[10]
- Muritala Lawal[10]
- Gabriel Melkam
- Ganiyu Mustapha
- Chri Nwaeze[10]
- Victor Obinna
- Chukwudi Odita
- Michael Ohanu[11]
- Niyi Ogunlana
- Seyi Olofinjana[12]
- Chike Onyeka Peter
- Nojim Raji
- Issa Salman
- Soga Sambo
- Isaac Semitoje
- Mohammed Shuaib
- Duke Udi
- Akombo Ukeyima

## Entrenadores
- Kafaru Alabi
- Toyin Ayinla
- Johann Eriksson
- Raymond Ogossi (2000)[13]
- Kosta Papić (2004)[14][15]
- Kadiri Ikhana (2006)[16][17]
- Roger Palmgren (2006–2007)[18]
- Kafaru Alabi (2007–2008)[19][20]
- Justin Tenger (2009)[21]
- Kadiri Ikhana (2010–2011)[22][23]
- Tunde Sanni (2011–2012)[24][25][26]
- Zubair Ali (2012)[25][27]
- Tunde Sanni (2012)[27][28]
- Samson Unuanel (2012–2013)[29][30]
- Samson Unuanel (2013–2015)[31][32]
- Tunde Abdulrahman (2015)[33][34]
- John Obuh (2016–2018)[35][36]
- Abubakar Bala (2018–2019)[37][38]
- Suleiman Ashifat (2019)[39]
- Abdullahi Biffo (2019–22)[40]
- Goodwin Nosike (2022-)